# Google Fred
Google Fred bezeichnet ein im März 2017 veröffentlichtes Update des Algorithmus der Suchmaschine Google.
Das Update wurde von Google bestätigt, jedoch wurden keine Einzelheiten über die Änderungen offiziell bekannt. Es richtete sich vor allem gegen stark werbende Seiten, Affiliate-Links oder Seiten mit gekauften Links.